# E. Phillips Fox
E. Phillips Fox (Melbourne, 1865 - 1915) est un peintre impressionniste australien.
Après avoir étudié à la National Gallery of Victoria Art School de Melbourne, Fox se rend en 1886 à Paris pour étudier. Il reste en Europe jusqu'en 1892, puis revient à Melbourne, où il dirige ce qui est considéré comme la deuxième phase de l'École de Heidelberg, un mouvement impressionniste qui s'était développé dans la ville pendant son absence. Il passe plus d'une décennie en Europe au début du XXe siècle avant de finalement s'installer à nouveau à Melbourne jusqu'à sa mort.

## Biographie

### Jeunesse et formation en France
Emanuel Phillips Fox naît le 12 mars 1865 à Melbourne, fils du photographe Alexander Fox et de Rosetta Phillips, dans une famille d'avocats dont le cabinet, DLA Piper New Zealand existe toujours au début du XXIe siècle. Il étudie l'art à l'National Gallery of Victoria Art School à Melbourne de 1878 à 1886 auprès de George Folingsby ; il a notamment pour camarades de classe John Longstaff (en), Frederick McCubbin, David Davies (en) et Rupert Bunny.
En 1886, il se rend à Paris et s'inscrit à l'Académie Julian, où il obtient le premier prix de dessin de son année, et l'École des Beaux-Arts (1887–1890), où il a pour maîtres William Bouguereau et Jean-Léon Gérôme, tous deux parmi les artistes les plus célèbres de l'époque. Aux Beaux-Arts, il reçoit un premier prix de peinture. Il est grandement influencé par l'école à la mode de l'impressionnisme en plein air. Il expose au Salon de Paris en 1890 et revient à Melbourne la même année.

### Retour en Australie

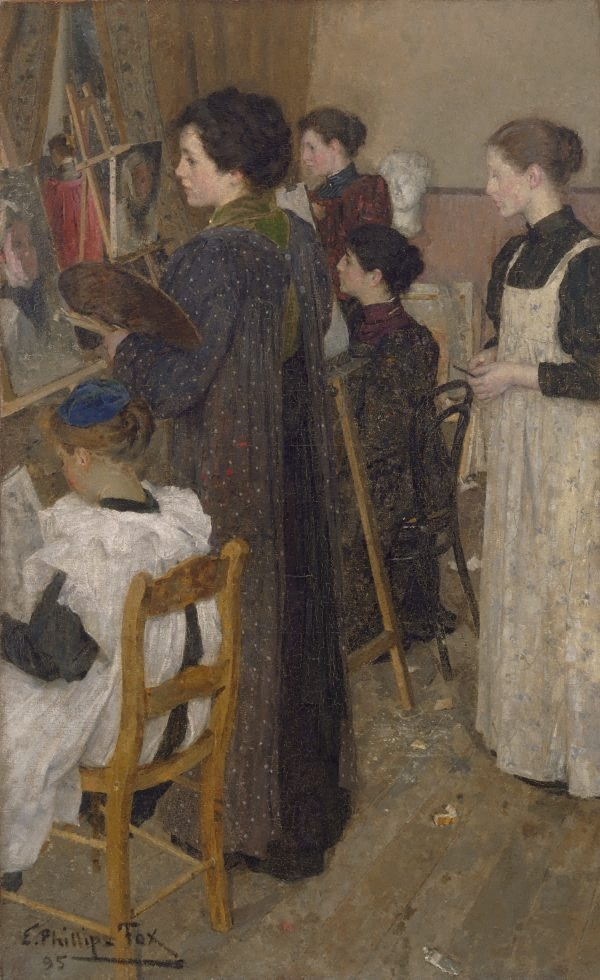
Art Students (1895, Galerie d'art de Nouvelle-Galles du Sud).

En octobre 1892, Fox ouvre la Melbourne School of Art avec Tudor St George Tucker (en), où il enseigne les idées et les techniques européennes. Il a une influence considérable en tant que professeur sur l'art australien pendant cette période. Au cours de sa brève carrière à l'école de Heidelberg, Fox se fait remarquer pour ses compositions de figures et ses paysages tamisés, souvent peints comme des nocturnes, utilisant une palette discrète dans laquelle les couleurs, bien que de portée limitée, sont liées les unes aux autres « avec le maximum de délicatesse et d'inventivité », pour citer l'artiste et universitaire australien James Gleeson (en). L'accent mis sur les paysages a peut-être été au moins en partie une réponse à la demande du marché — les paysages étaient acceptés plus facilement et Art Students, une scène de genre figurative désormais reconnue comme l'une de ses meilleures, exposée pour la première fois à la Victorian Artists Society (en) en 1895, est demeurée invendue jusqu'en 1943.

### Retour en Europe

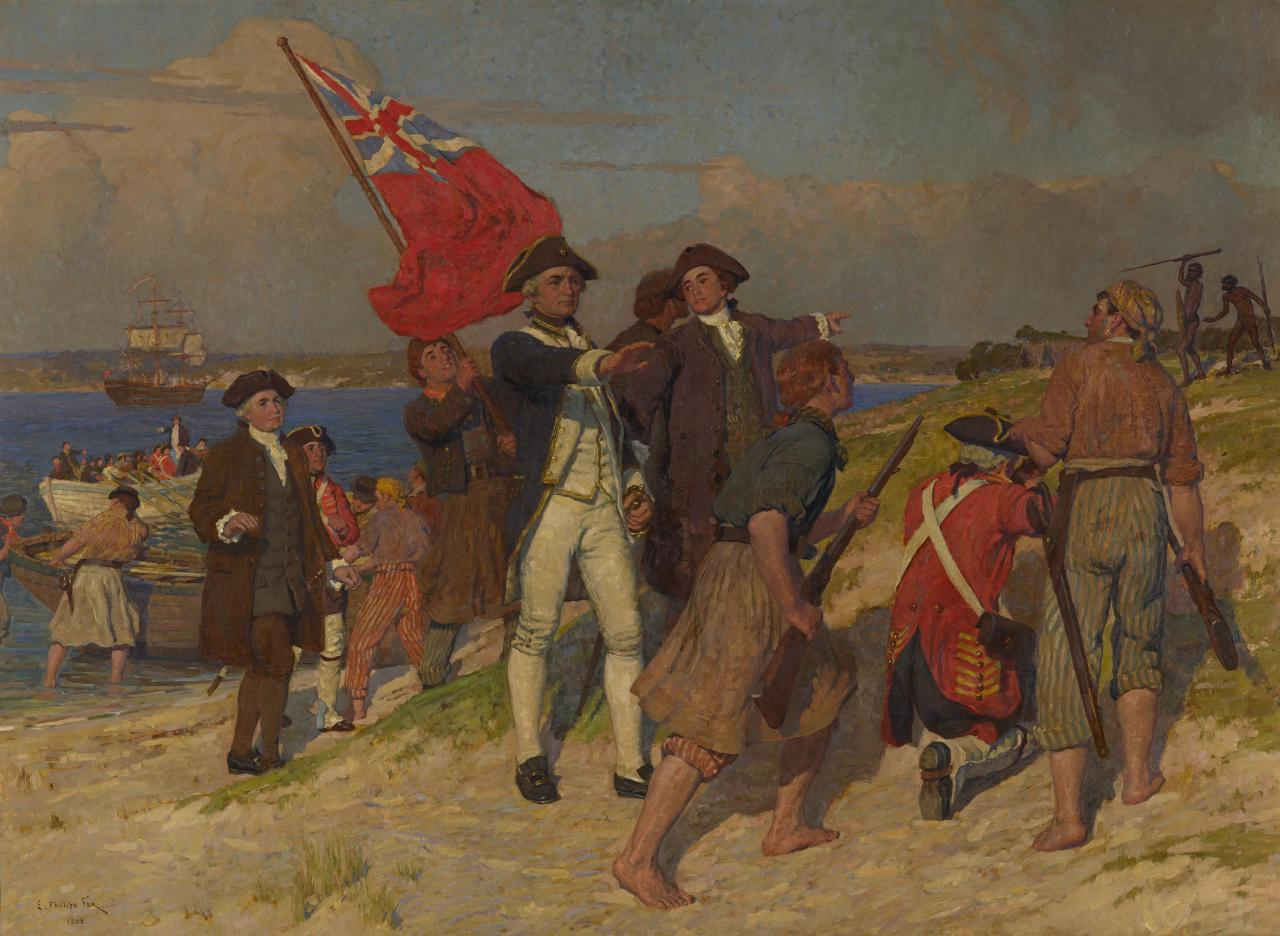
The Landing of Captain Cook at Botany Bay, 1770 (1902, National Gallery of Victoria).

En 1901, il reçoit une commande en vertu du legs Gilbee pour peindre un tableau historique du débarquement du capitaine Cook pour la galerie de Melbourne. L'une des conditions du legs est que le tableau doit être peint à l'étranger ; Fox part donc pour Londres. Il explique sa décision de s'intégrer dans le monde de l'art européen dans une lettre de 1903 à Frederick McCubbin : « Je suis certain que la seule façon est d'exposer aux côtés des meilleures œuvres ici, et que les expositions individuelles ou collectives de thématiques coloniales ou australiennes à Londres sont très peu utiles. » L'Académie royale et le Salon sont tous deux des bastions de l'art de l'establishment, éloignés du modernisme de Braque, Picasso et de l'École de Paris, et la biographe de Fox, l'historienne de l'art Ruth Zubans, décrit le Salon comme célébrant l'élégance et la féminité « filtré à travers l'expérience impressionniste et la formation académique ». Fox connaît un succès considérable à Paris et à Londres, devenant en 1894 le premier Australien à recevoir une médaille d'or de troisième classe au Salon pour Portrait of my cousin (maintenant à la National Gallery of Victoria).
Le 9 mai 1905, il épouse l'artiste Ethel Carrick à l'église St Peter d'Ealing (en). Ils visitent l'Italie et l'Espagne, puis s'installent en 1908 à Paris, où il est élu membre associé de la Société nationale des beaux-arts.
Il revient de visite à Melbourne la même année et organise une exposition personnelle à la galerie Guildhall, qui a du succès. Deux ans plus tard, il devient membre à part entière de la Société nationale des beaux-arts — le premier artiste australien à obtenir cet honneur. Il expose aussi régulièrement à la Royal Academy. En 1912, il est élu membre de la Société internationale des peintres et, la même année, passe du temps à peindre en Espagne et en Algérie.

### Installation définitive en Australie

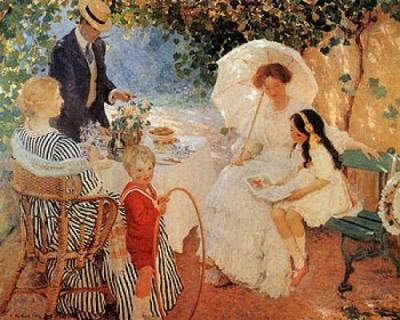
The Arbour (1910, National Gallery of Victoria).

En 1913, E. Phillips Fox revient en Australie, marquant l'occasion d'une exposition de quelque soixante-dix œuvres. Edith Susan Gerard Anderson (en) est l'un des principaux modèles présentés dans cette collection d'œuvres. L'exposition est rapportée avec enthousiasme dans la presse locale : The Argus fait la critique suivante : « Avec la lumière et l'atmosphère comme étant toujours le motif dominant, il révèle dans ses thèmes quelque chose de la beauté infinie découvrable dans les choses quotidiennes... » L'auteur a peut-être en tête cette œuvre charmante et typique intitulée The Arbour.
Un aspect important de l'œuvre de Fox est la part de commandes officielles. On peut noter dans The Landing of Captain Cook at Botany Bay, le plus important de ces travaux, l'influence de son professeur Gérôme ; et chaque Australien pourrait être surpris de constater que Fox a fait une copie du portrait du capitaine Cook de Nathaniel Dance-Holland, une icône omniprésent dans la psyché nationale.
E. Phillips Fox meurt d'un cancer à l'hôpital de Fitzroy de Melbourne le 8 octobre 1915 ; sa femme lui a survécu pendant 36 ans. Ils n'ont pas eu d'enfants. Son neveu Len Fox (en) est un écrivain et pamphlétaire prolifique pour les causes communistes et humanitaires.

## Œuvre
Comparé à Arthur Streeton et Charles Conder, Fox montre plus de fascination pour les « effets de lumière tachetée » que pour les « vues ensoleillées » que l'on trouve dans les peintures des deux autres peintres de Heidelberg. Il est décrit comme un artiste qui « est resté attaché à une esthétique de la fin du XIXe siècle qui rendait hommage à l'impressionnisme tout en conservant les valeurs tonales du réalisme académique. »
Considéré comme l'un des artistes australiens les plus reconnus, ses œuvres sont conservées au musée du Luxembourg à Paris ainsi que dans les galeries nationales de Melbourne, Canberra, Adelaïde, Perth, ainsi qu'à Sydney.

Quelques œuvres de E. Phillips Fox
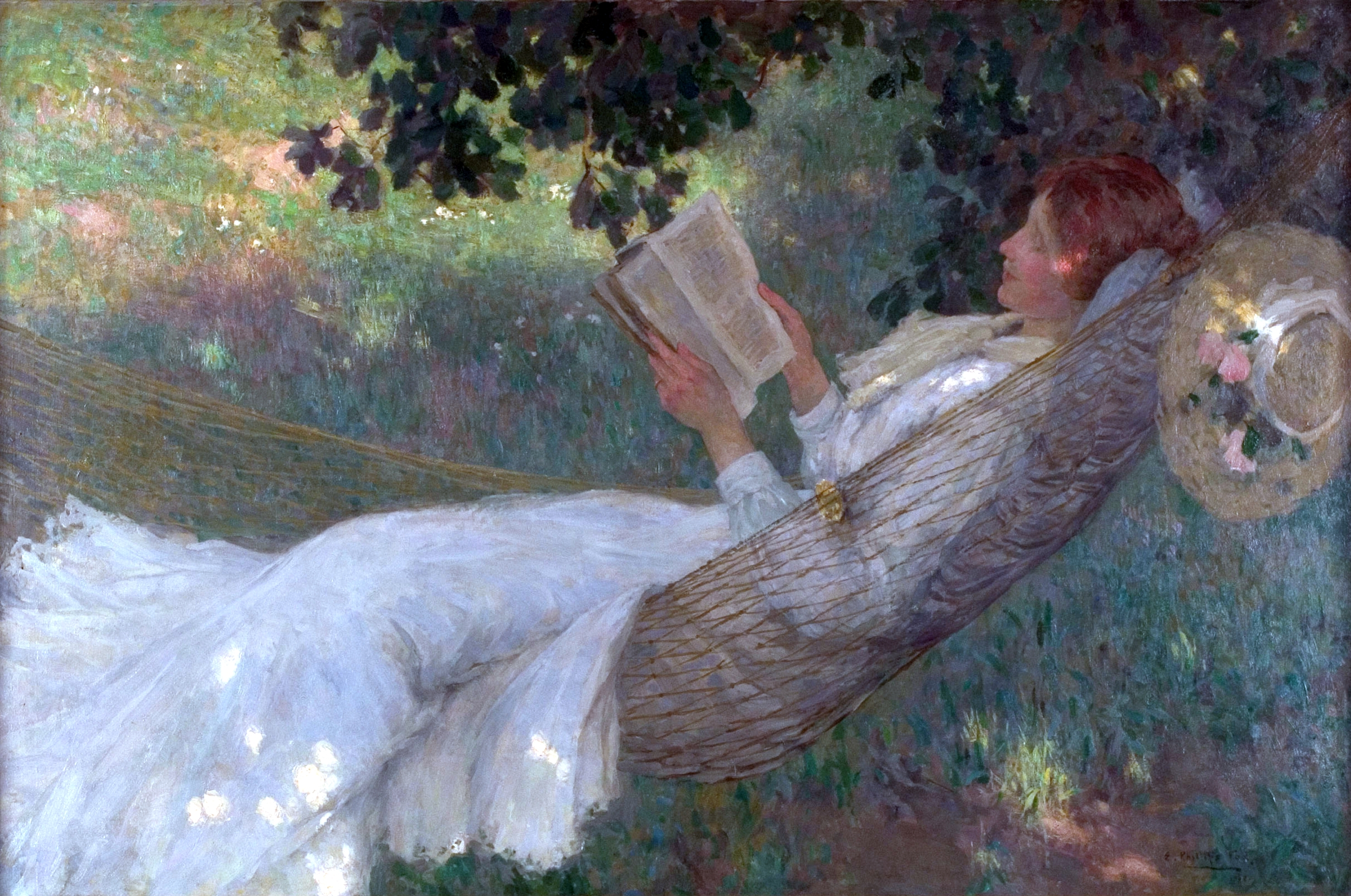
A love story, 1903
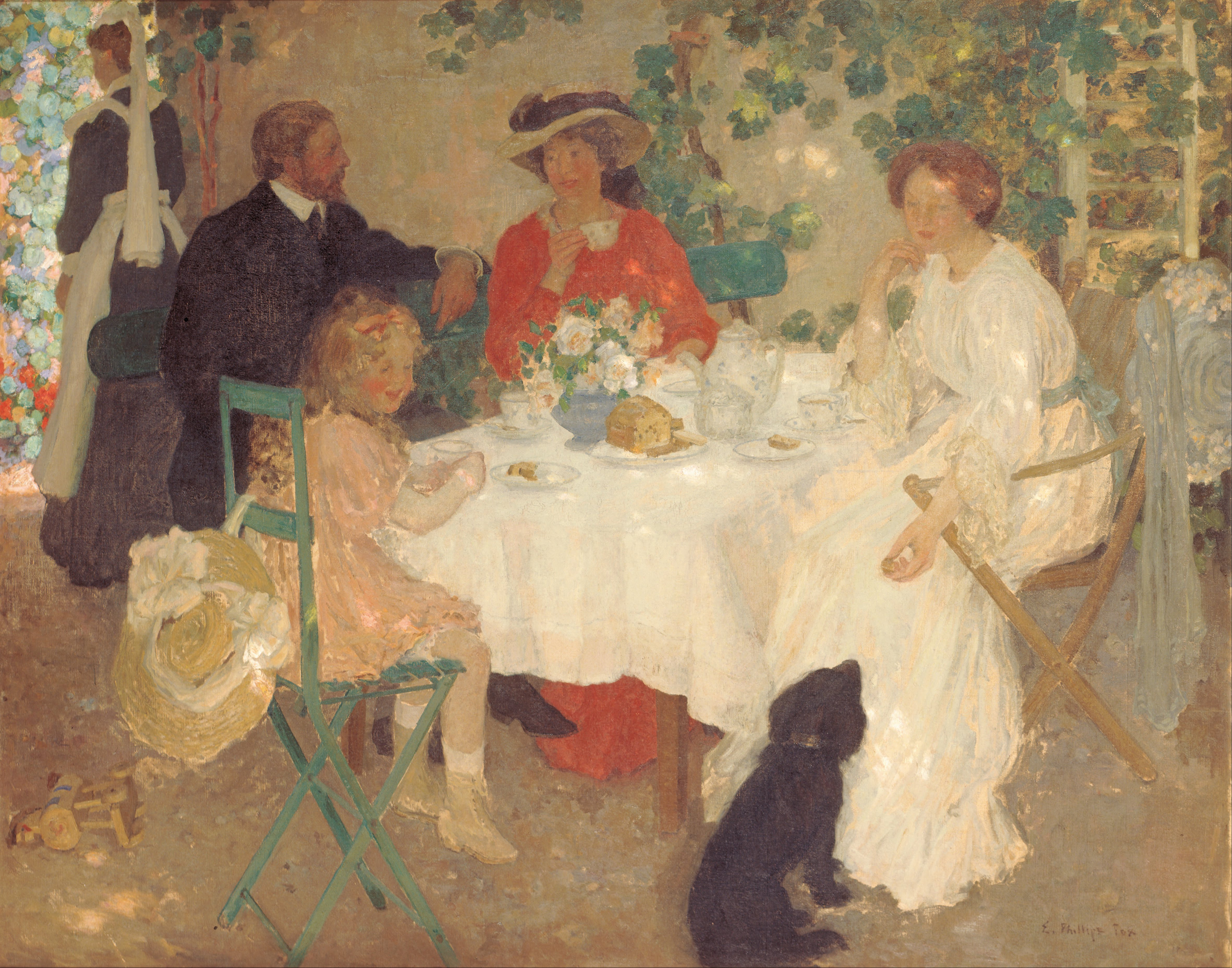
Al fresco (1904)
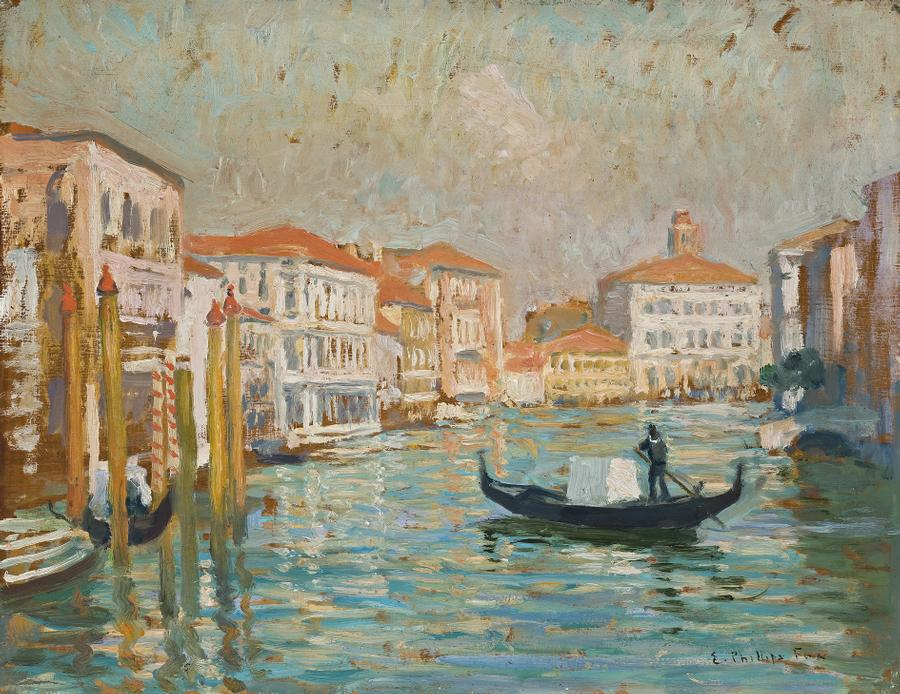
Venice (1907)
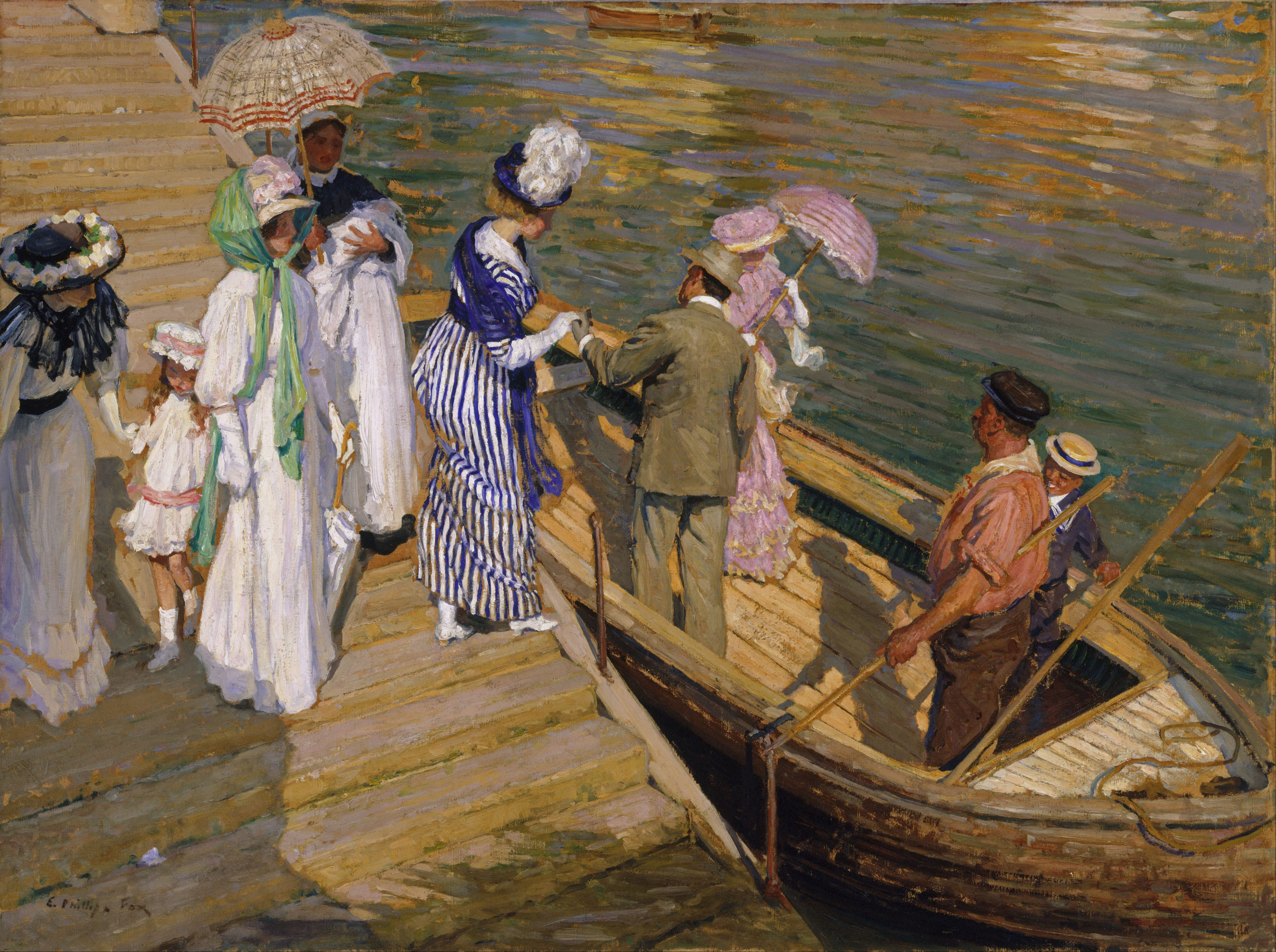
The ferry (1911)
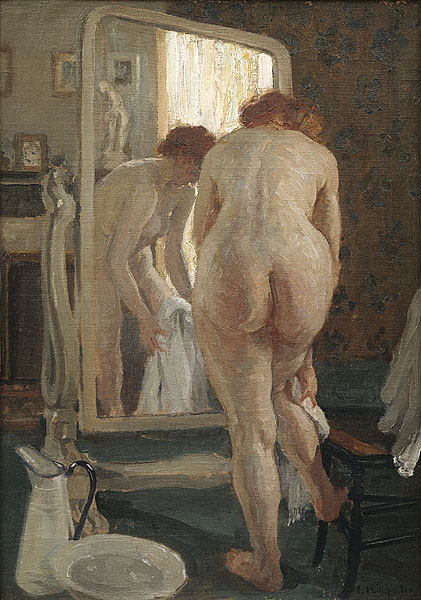
After the Bath (1911), avec probablement Edith Susan Gerard Anderson comme modèle
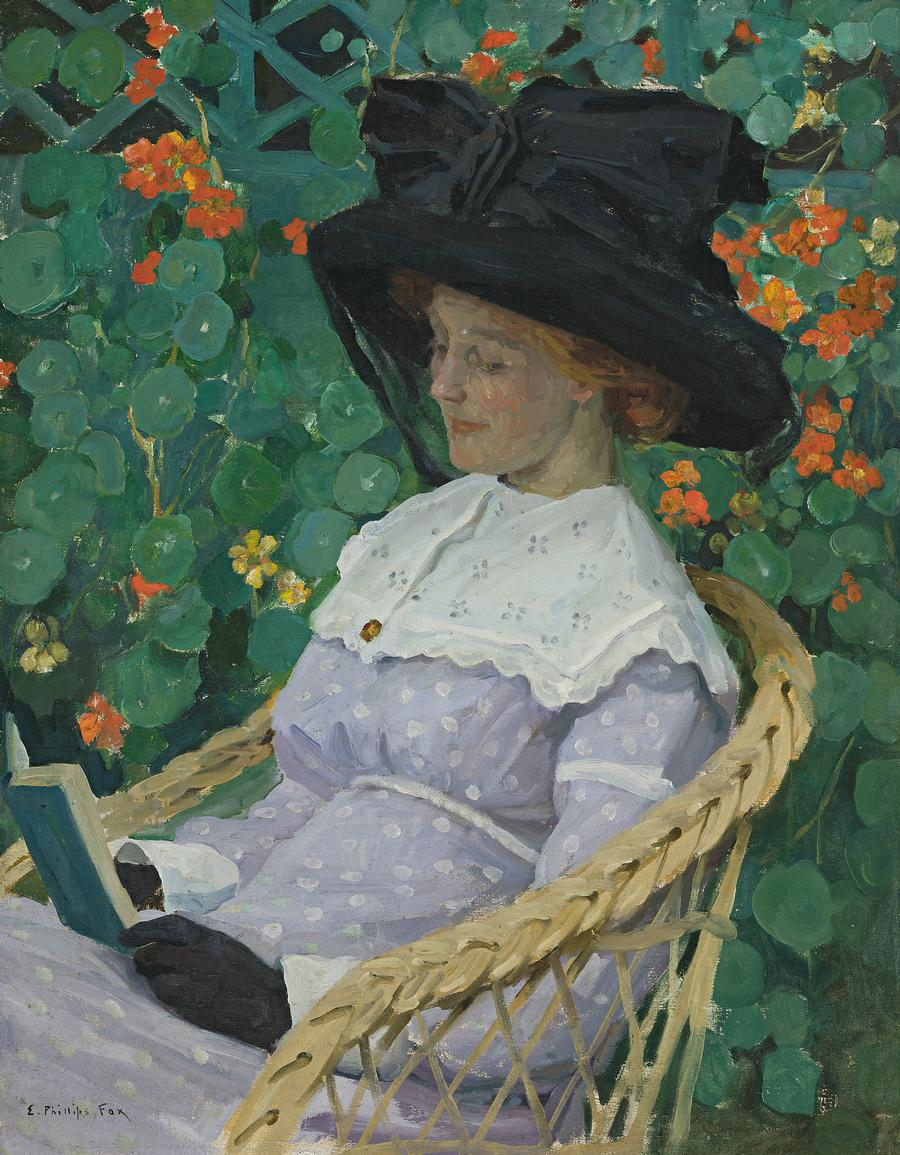
Nasturtiums (1912), avec Edith Susan Gerard Anderson comme modèle
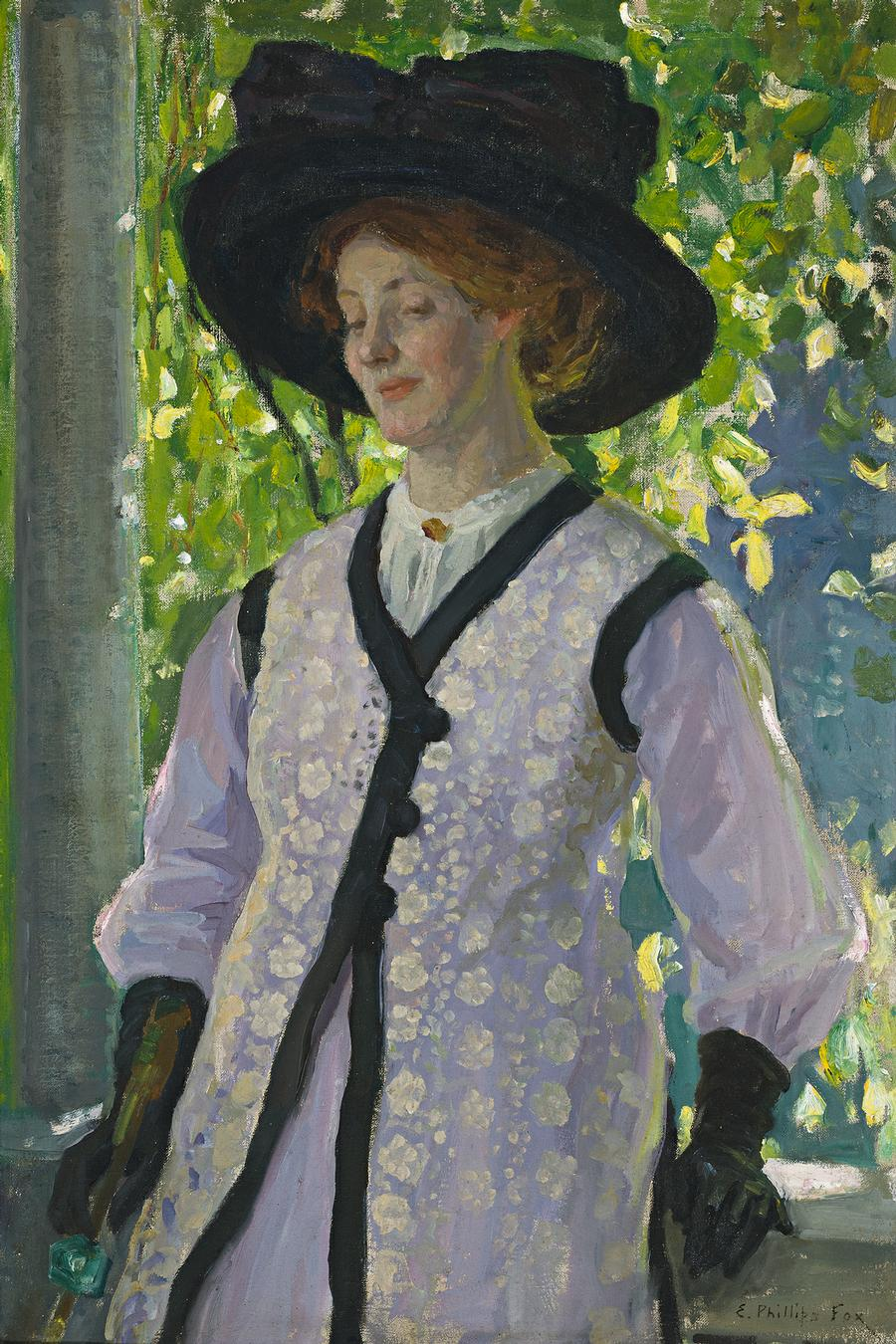
On the Balcony (1912), avec Edith Susan Gerard Anderson comme modèle
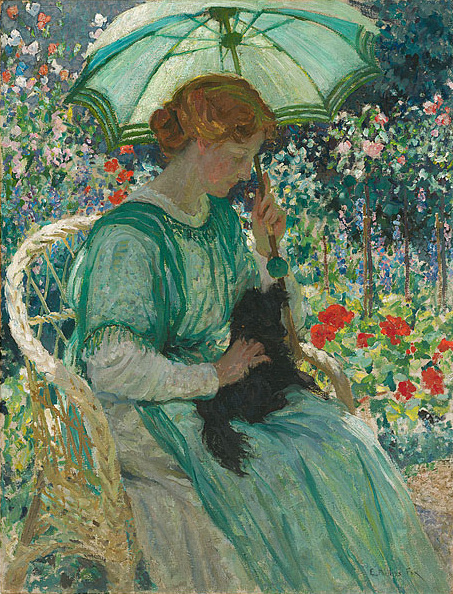
The Green Parasol (1912), avec Edith Susan Gerard Anderson comme modèle